# Knipowitschia cameliae
Knipowitschia cameliae is een  straalvinnige vissensoort uit de familie van grondels (Gobiidae). De wetenschappelijke naam van de soort is voor het eerst geldig gepubliceerd in 1995 door Nalbant & Otel.
De soort staat op de Rode Lijst van de IUCN als Kritiek, beoordelingsjaar 2008.